# Parlamentswahl in Benin 2019
Die Parlamentswahl in Benin 2019 fand am 28. April im westafrikanischen Staat Benin statt. Zur Wahl für die 83 Sitze umfassende Nationalversammlung standen zwei Parteien. Mit 47 Mandaten wurde die neu antretende Union Progressiste pour le Renouveau (UPR) von Bruno Amoussou aus dem Stand die stärkste politische Kraft. Auf den Bloc Républicain (BR) entfielen 36 Mandate.

## Hintergrund
Bei den vorhergehenden Wahlen 2015 hatten sich 20 Parteien um Mandate beworben und seitdem sei die Zahl zugelassener Parteien im Land auf über 200 gestiegen. Im Zuge einer Wahlrechtsreform hatte das Parlament daher neue Regeln auf den Weg gebracht. So mussten vor der Zulassung zur Wahl Bewerbungsunterlagen eingereicht werden und die vorab zu zahlende Kaution für eine Wahlliste vervielfachte sich von 15 Mio. auf 249 Mio. CFA-Franc BCEAO. Zudem wurde eine Hürde von 10 Prozent der Wählerstimmen errichtet. Auf Grundlage dieser Regeln ließ die nationale, autonome Wahlkommission (CENA) letztlich die Union Progressiste pour le Renouveau und den Bloc Républicain zu. Fünf Parteien, darunter jene des ehemaligen Präsidenten Boni Yaya hatte sie am 5. März 2019 die Zulassung verweigert. Begründet wurde dies mit fehlerhaften Bewerbungen und nicht gezahlten Steuern. Die Wahlbeteiligung lag bei 27 Prozent.

## Ergebnisse
- UPR: 47
- BR: 36

| Parteien und Koalitionen                   | Sitze |
| ------------------------------------------ | ----- |
| Union Progressiste pour le Renouveau (UPR) | 47    |
| Bloc Républicain (BR)                      | 36    |
| Total                                      | 83    |